# Kabinett Paasio I
Das Kabinett Paasio I war das 50. Kabinett in der Geschichte Finnlands. Es amtierte vom 27. Mai 1966 bis zum 22. März 1968. Beteiligte Parteien waren Sozialdemokraten (SDP), Zentrumspartei (KESK), Volksdemokraten (SKDL) und Sozialdemokratischer Bund der Arbeiter- und Kleinbauernschaft (TPSL).

## Minister
| Ressort                                                      | Name                | Partei | Amtszeitbeginn    | Amtszeitende      |
| ------------------------------------------------------------ | ------------------- | ------ | ----------------- | ----------------- |
| Ministerpräsident                                            | Rafael Paasio       | SDP    | 27. Mai 1966      | 22. März 1968     |
| Stellvertretender Ministerpräsident                          | Reino Oittinen      | SDP    | 27. Mai 1966      | 22. März 1968     |
| Äußeres                                                      | Ahti Karjalainen    | KESK   | 27. Mai 1966      | 22. März 1968     |
| Justiz                                                       | Aarre Simonen       | TPSL   | 27. Mai 1966      | 22. März 1968     |
| Inneres                                                      | Martti Viitanen     | SDP    | 27. Mai 1966      | 30. November 1967 |
| Inneres                                                      | Antero Väyrynen     | SDP    | 1. Dezember 1967  | 22. März 1968     |
| Minister im Innenministerium                                 | Sulo Suorttanen     | KESK   | 27. Mai 1966      | 22. März 1968     |
| Verteidigung                                                 | Sulo Suorttanen     | KESK   | 27. Mai 1966      | 22. März 1968     |
| Finanzen                                                     | Mauno Koivisto      | SDP    | 27. Mai 1966      | 31. Dezember 1967 |
| Finanzen                                                     | Eino Raunio         | SDP    | 1. Januar 1968    | 22. März 1968     |
| Minister im Finanzministerium                                | Ele Alenius         | SKDL   | 27. Mai 1966      | 22. März 1968     |
| Bildung                                                      | Reino Oittinen      | SDP    | 27. Mai 1966      | 22. März 1968     |
| Landwirtschaft                                               | Nestori Kaasalainen | KESK   | 27. Mai 1966      | 22. März 1968     |
| Minister im Landwirtschaftsministerium                       | Lars Lindeman       | SDP    | 27. Mai 1966      | 22. März 1968     |
| Verkehr und öffentliche Arbeiten                             | Leo Suonpää         | SKDL   | 27. Mai 1966      | 22. März 1968     |
| Minister im Ministerium für Verkehr und öffentliche Arbeiten | Niilo Ryhtä         | KESK   | 27. Mai 1966      | 31. August 1967   |
| Minister im Ministerium für Verkehr und öffentliche Arbeiten | Matti Kekkonen      | KESK   | 8. September 1967 | 22. März 1968     |
| Handel und Industrie                                         | Olavi Salonen       | SDP    | 27. Mai 1966      | 22. März 1968     |
| Soziales                                                     | Matti Koivunen      | SKDL   | 27. Mai 1966      | 22. März 1968     |
| Minister im Sozialministerium                                | Esa Timonen         | KESK   | 27. Mai 1966      | 22. März 1968     |
| Minister im Sozialministerium                                | Toivo Saloranta     | KESK   | 27. Mai 1966      | 22. März 1968     |